# Tramwaje w Muskogee
Tramwaje w Muskogee − zlikwdiowany system komunikacji tramwajowej w Muskogee w Stanach Zjednoczonych.

## Historia
Pierwszymi tramwajami w Muskogee były tramwaje akumulatorowe. Linia tramwajowa łączyła Muskogee z oddalonym o 16 km Fort Gibson. 15 marca 1905 uruchomiono tramwaje elektryczne. W 1911 zlikwidowano linię tramwaju akumulatorowego, która została zelektryfikowana. Wkrótce tramwaje dotarły do kolejnych dzielnic: Fairview oraz do Hyde Park. Operatorem tramwajów elektrycznych była spółka Muskogee Electric Traction Company. Sieć tramwajową zlikwidowano 9 marca 1933. Szerokość toru na liniach wynosiła 1435 mm.